# Fitase
Fitase (myo-inositol hexakisphosphate phosphohydrolase) é um termo genérico dado a enzimas pertencentes à classe das fosfatases que são capazes de catalisar a remoção de ortofosfatos do ácido fítico, ou seja, enzimas capazes de acelerar o processo de hidrólise dessa substância.

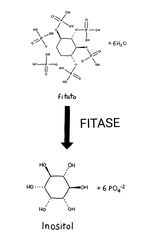
Representação da reação de hidrólise do fitato catalizada pela enzima fitase.

Quando hidrolisado, o ácido fítico, também denominado de fitato quando na forma de sal, divide-se em seis moléculas de fósforo inorgânico e numa molécula de inositol.
As fitases são encontradas numa grande variedade de seres vivos, desde microrganismos como bactérias, a plantas, animais e até mesmo seres humanos.

## História
A fitase foi identificada pela primeira vez num farelo de arroz por Suzuki et al., em 1907. Um ano mais tarde, em 1908, foi também descoberta a presença de fitases no fígado e no sangue de bezerros por McCollum e Hart.
A comercialização deste enzima iniciou-se em 1994 como um aditivo à ração de gado, tendo sido efetuada pela BASF.
Hoje em dia, esta enzima é utilizada numa grande variedade de indústrias, mas continua a ser principalmente reconhecida pela sua utilidade na alimentação de gado.

## Produção de Fitases
Apesar de estarem presentes em muitos seres vivos, as fitases são frequentemente produzidas utilizando fungos. Esta produção pode ser feita utilizando três métodos de fermentação diferentes: fermentação em estado sólido, fermentação em estado semi-sólido e fermentação submergida.
Fitases originadas a partir de fungos são, a maioria das vezes, produzidas utilizando métodos de fermentação em estado sólido (FES), sendo que os substratos mais frequentemente utilizados incluem cascas de frutos cítricos e farelo de milho, trigo ou arroz.

## Categorização e Classificação de Fitases
As fitases podem ser classificadas de acordo com diversas características: o número do primeiro carbono desfosforilado no anel de myo-inositol do ácido fítico, o seu mecanismo catalítico ou o valor de pH em que a sua atividade é máxima.

### De acordo com o número do carbono
Dependendo do número carbono no anel de myo-inositol em que é iniciado o processo de hidrólise, as fitases podem ser classificadas em 3-fitases, 5-fitases ou 4-fitases, também denominadas como 6-fitases.
3-fitases, iniciam o processo de hidrólise no carbono 3 do anel de myo-inositol e são encontradas principalmente em fungos e bactérias, sendo também o grupo mais abrangente de fitases.
4-fitases, tradicionalmente denominadas 6-fitases, iniciam a hidrólise no sexto carbono do anel de myo-inositol. Estas tendem a ter uma maior atividade em ambientes onde o pH é ácido e em temperaturas entre os 40ºC e os 60ºC. Este tipo de fitase é comum em sementes e grãos de plantas vasculares.
5-fitases iniciam a hidrólise no quinto grupo fosfato, atuando no carbono 5. Podem ser extraídas de espécies como Medicago sativa, Phaseolus vulgaris ou Pisum sativum.

### De acordo com o processo catalítico
As fitases são divididas em diferentes classes de acordo com o seu processo catalítico. Podem ser classificadas em HAPs (histidine acid phosphatases), PAPs (purple acid phosphatases), BPPs (β-propeller phytases) e, mais recentemente, foi descoberta uma nova classe de fitases semelhantes a PTPs (protein tyrosin phosphatase).

#### HAP (Histine Acid Phosphatases)
As fitases pertencentes a esta classe, possuem um mecanismo característico de dois passos que possibilita a hidrólise de fosfomonoésteres, assim como a catalização da decomposição do ácido fítico. Existe também um centro ativo comum a toda esta classe, definido por RHGXRXP. Como o nome indica, esta categoria de fitase atua melhor em meios com um pH ácido. Fitases retiradas de fungos e da bactéria E. coli enquadram-se nesta categoria.

#### PAP (Purple Acid Phosphatases)
Este tipo de fitase foi isolada a partir da soja, mas podem ser encontradas sequências semelhantes a PAP em diversos mamíferos, fungos e bactérias. As enzimas desta classe são caracterizadas pela sua cor roxa e atuam melhor em valores de pH entre 5 e 7.

#### BPP (β- propeller phytases)
Esta classe de fitase foi isolada a partir de Bacillus subtilis e Bacillus amyloliquefaciens e difere-se das outras classes devido à sua estrutura, que se assemelha a uma hélice com 6 pás. A atividade desta enzima está dependente da presença de iões cálcio e, ao contrário das outras categorias de fitase, possui um valor ideal de pH de 7.0 a 8.0.

#### Semelhantes a PTP (protein tyrosin phosphatase)
A abreviatura PTP refere-se a uma grande família de enzimas, sendo, mais recentemente, foram descobertas algumas fitases, isoladas a partir de bactérias presentes no rúmen de gado, que se podem enquadrar nessa família. Esta classe de fitases atuam melhor num pH acídico

### De acordo com o valor de pH ideal
As fitases podem também ser classificadas de acordo com o valor de pH em que a sua ação mais eficaz, ou seja, em que a sua atividade é máxima. Podem ser enquadradas nas categorias de ácidas ou alcalinas. Na categoria de fitases ácidas encontramos HAP, PAP e PTP, enquanto que apenas BPP é classificada como alcalina.

## Usos da Fitase
A aplicação mais comum da fitase é na indústria pecuária e na aquacultura.
Nos sistemas digestivos de animais monogástricos, como peixes ou porcos, os fosfatos associados ao fitato, a maneira mais comum em que fósforo se encontra em tecidos de plantas, e consequentemente, em rações para gado, não conseguem ser absorvidos. Isto implica que sejam introduzidos outros alimentos nas dietas destes animais para compensar a sua deficiência em fósforo, o que gera custos adicionais para os produtores. Para combater este problema, têm-se vindo a adicionar vários tipos de fitases nas dietas destes animais, já que estas enzimas permitem a decomposição do fitato.
Outro problema que advém da má absorção de fósforo na digestão de ácido fítico e fitato é o da poluição ambiental. Quando o fósforo em excesso é excretado pelo gado, este pode vir a ter um impacto negativo no ambiente, causando, nomeadamente, a eutrofização de águas superficiais. As fitases são, portanto, utilizadas para melhorar a absorção de fósforo no processo digestivo dos animais, diminuindo assim a quantidade de fósforo excretado, e, consequentemente, a poluição ambiental causada pelo mesmo.
O ser humano, possuindo um sistema digestivo monogástrico, encontra também dificuldades na digestão de fitato, que acaba por inibir a absorção de certos minerais, diminuindo o aproveitamento de certos alimentos. A introdução de fitase nas dietas de humanos está a ser estudada como uma maneira de melhorar o valor nutricional, textura de certos alimentos e absorção de certos minerais.
A fitase é também utilizada na indústria do papel e na correção de solos.  